# Coryphospingus
Coryphospingus é um pequeno gênero de aves passeiformes da família Thraupidae encontrados na América do Sul. O gênero Coryphospingus foi anteriormente classificado na família Emberizidae junto com os buntings e pardais americanos.

## Espécies
| Imagem | Nome científico           | Nome comum          |
| ------ | ------------------------- | ------------------- |
|        | Coryphospingus cucullatus | Tico-tico-rei       |
|        | Coryphospingus pileatus   | Tico-tico-rei-cinza |